# Heterolocha desistaria
Heterolocha desistaria là một loài bướm đêm trong họ Geometridae.